# 사랑은 가슴이 시킨다 Part 2
《사랑은 가슴이 시킨다 Part.2》는 버즈의 네 번째 디지털 싱글이다. 이 앨범을 끝으로 버즈는 잠정적으로 해체하게 된다.

## 수록 곡 목록
| #  | 제목                                    | 작사   | 작곡   | 편곡   | 재생 시간 |
| -- | --------------------------------------- | ------ | ------ | ------ | --------- |
| 1. | 〈Intro〉                               | 고석영 | 신상우 | 신상우 |           |
| 2. | 〈사랑은 가슴이 시킨다 Part.2〉         | 최갑원 | 고석영 | 고석영 |           |
| 3. | 〈사랑은 가슴이 시킨다 Part.2 (Inst.)〉 | 최갑원 | 고석영 | 고석영 |           |